# Unity (Maine)
Unity es un pueblo ubicado en el condado de Waldo en el estado estadounidense de Maine. En el Censo de 2010 tenía una población de 2.099 habitantes y una densidad poblacional de 19,6 personas por km².

## Geografía
Unity se encuentra ubicado en las coordenadas 44°34′13″N 69°21′45″O / 44.57028, -69.36250. Según la Oficina del Censo de los Estados Unidos, Unity tiene una superficie total de 107.1 km², de la cual 102.03 km² corresponden a tierra firme y (4.73%) 5.07 km² es agua.

## Demografía
Según el censo de 2010, había 2.099 personas residiendo en Unity. La densidad de población era de 19,6 hab./km². De los 2.099 habitantes, Unity estaba compuesto por el 96.9% blancos, el 0.43% eran afroamericanos, el 0.33% eran amerindios, el 0.24% eran asiáticos, el 0.05% eran isleños del Pacífico, el 0.19% eran de otras razas y el 1.86% pertenecían a dos o más razas. Del total de la población el 1.33% eran hispanos o latinos de cualquier raza.